# رزقي عمروش
رزقي عمروش (1970الجزائر) هو لاعب كرة قدم جزائري.

## روابط خارجية
- رزقي عمروش على موقع قاعدة بيانات كرة القدم.إي يو (الإنجليزية)
- رزقي عمروش على موقع ناشيونال فوتبول تيمز (الإنجليزية)